# Monolophosaurus jiangi
Monolophosaurus jiangi es la única especie conocida del género extinto Monolophosaurus ("lagarto de una cresta") de dinosaurio terópodo tetanuro, que vivió a mediados del período Jurásico, hace aproximadamente entre 166 a 160 millones de años, durante el Bathoniense y el Calloviense, en lo que hoy es Asia.

## Descripción
El tipo y único individuo conocido se ha estimado en cinco metros. En 2010, Paul estimó la longitud en 5,5 metros y el peso en 475 kilogramos. En 2016, Molina-Pérez y Larramendi dieron una estimación más alta de 7,5 metros y 710 kilogramos.
Se han establecido varios rasgos distintivos. El hocico en su línea media tiene una gran cresta, cuyo frente está formado por el premaxilar. Continúa detrás de los nasales y lagrimales y su parte trasera toca los frontales. La parte superior de la cresta corre paralela al borde superior de la mandíbula. Las ramas ascendentes de los premaxilares tienen una parte posterior bifurcada. El lado del premaxilar presenta un surco profundo que va desde una abertura en la rama ascendente hacia una abertura debajo de la fosa nasal. Dentro de la depresión alrededor del lado posterior superior de la fosa nasal hay dos aberturas neumáticas, de tamaño desigual. La rama posterior del lagrimal, por encima de la cuenca del ojo, tiene un proceso distintivo en forma de hacha que apunta hacia arriba. Los frontales combinados son rectangulares y alargados con una relación longitud: ancho de 1,67.

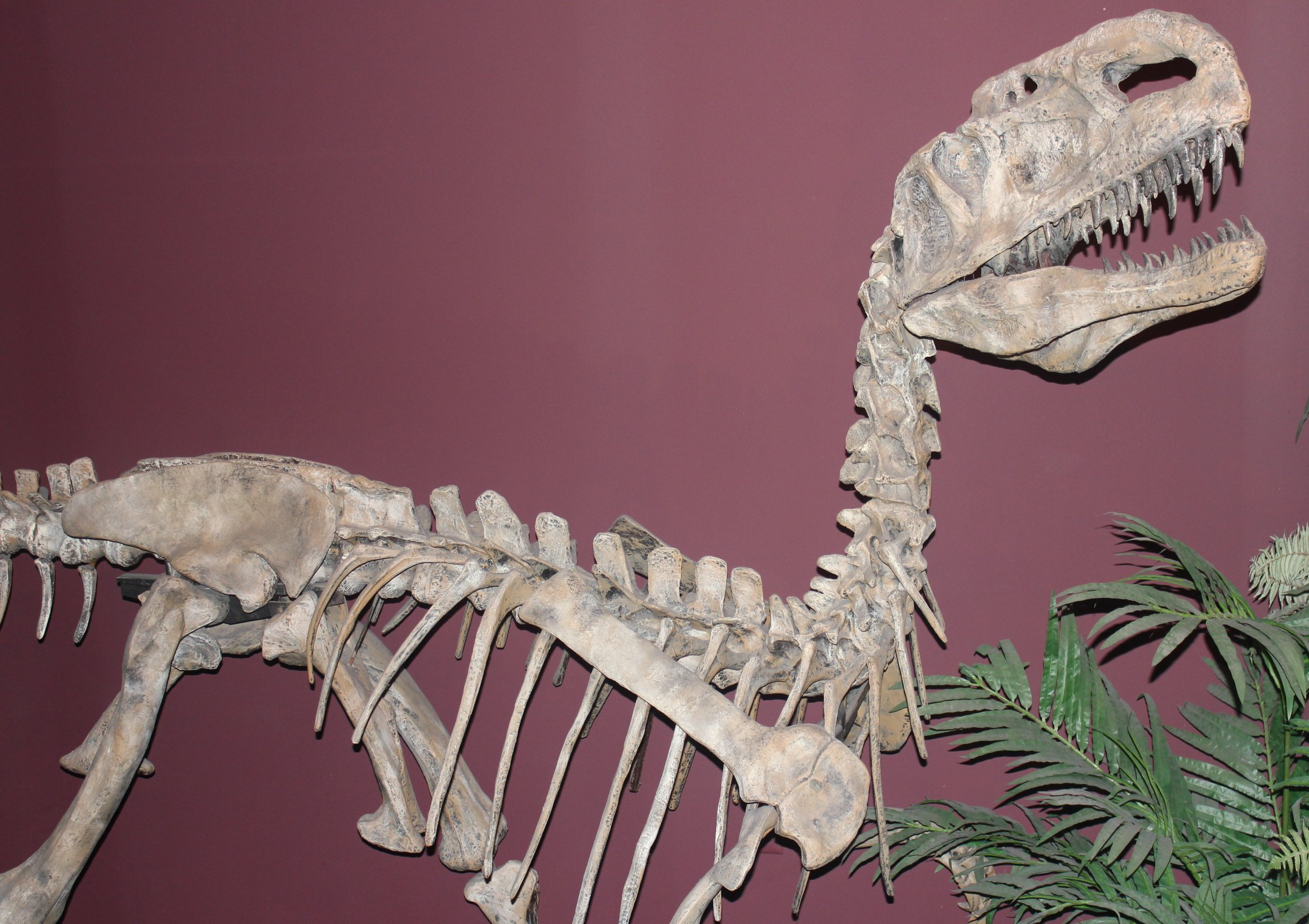
Esqueleto montado, que muestra claramente el antitrocantador en forma de capucha sobre la articulación de la cadera

El cráneo del holotipo tiene una longitud de 80 centímetros. Es como algo bastante plano, pero esto se ve oscurecido por la presencia de una gran cresta hocico que ocupa aproximadamente tres cuartos de la longitud del cráneo, alcanzando el nivel de las cuencas de los ojos. Brotando de los premaxilares en la punta del hocico, la cresta está formada en gran medida por los huesos nasales . Transversalmente tiene una sección transversal triangular con una base ancha y una parte superior más estrecha; Sin embargo, esto no forma una cresta, sino que tiene una superficie superior plana. El lado de la cresta nasal es muy rugoso con una serie de protuberancias e bultos. El hueso nasal contribuye a la parte posterior superior de la depresión alrededor de la fenestra antorbital . Esta área muestra una serie de aberturas neumáticas o neumatóporas, donde los divertículos de los sacos de aire entraron en el hueso. En la parte delantera están presentes dos pequeños agujeros , más en la parte trasera dos grandes aberturas ovales horizontales. Las tomografías computarizadas mostraron que internamente el hueso nasal está muy neumatizado, con grandes cámaras de aire. También el hueso yugal está neumatizado. El lagrimal tiene forma de I. Tiene una rama ascendente que forma el borde posterior vertical de la cresta. Debido a la sección transversal triangular, esta rama está inclinada hacia la línea media del cráneo. El lado externo superior de esta rama forma una protuberancia rectangular. Detrás de la cuenca del ojo, en el postorbital hay otro cuerno más pequeño. Los huesos frontales no contribuyas a la cresta. son únicos entre Theropoda en tener una forma rectangular combinada en lugar de triangular, debido a la posición posterior de la cresta trasera.

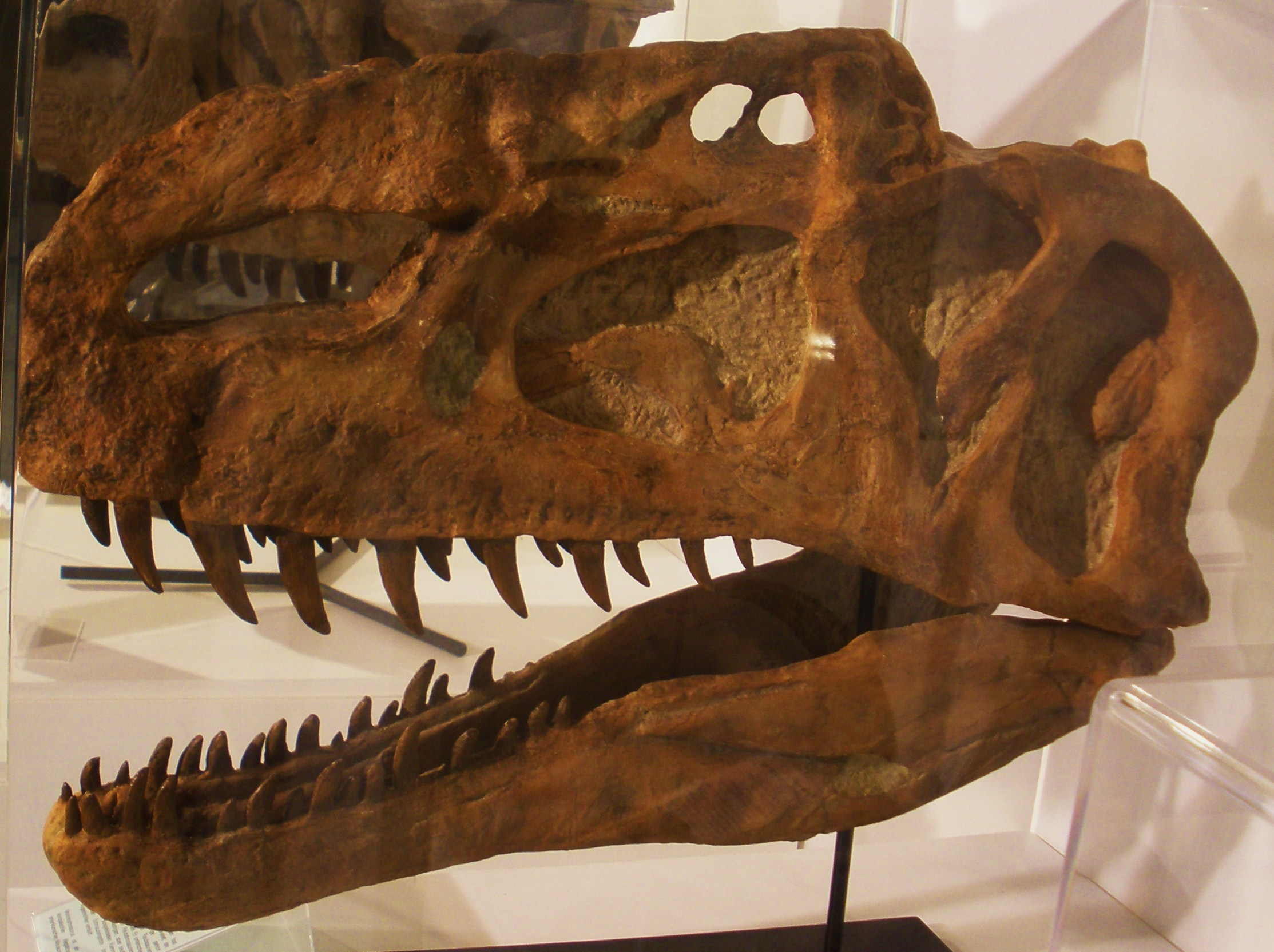
Vista de perfil del molde de calavera

El premaxilar tiene una rama ascendente estrecha que forma el frente de la cresta. La parte posterior de esta rama está bifurcada y abarca un punto lateral de la nariz, una característica no reconocida en la descripción original de 1994. En la base de la rama hay una pequeña abertura. Una abertura más grande se encuentra debajo de la fosa nasal. Ambas aberturas están conectadas por una ranura distinta, que se curva alrededor de la parte inferior de la fosa nasal. La función de este rasgo único es desconocida. El premaxilar tiene cuatro dientes. El maxilar tiene trece dientes. El maxilar tiene una depresión corta alrededor del frente inferior de la fenestra antorbital. Dentro de esta área se encuentra un hueco más pequeño, cerrado en el interior, tal vez representando la fenestra promaxilar , de la cual tiene la posición habitual, o la fenestra maxilar, la identidad normal de una sola abertura. En la caja craneana, el canal del nervio trigémino, el quinto nervio cerebral, no está bifurcado. El hueso palatino está neumatizado, como lo demuestra la presencia de un neumatoporo.
En la mandíbula inferior, la fenestra mandibular externa es bastante pequeña para un tetanuro basal. El holotipo muestra dieciocho dientes en el dentario derecho, diecisiete en el dentario izquierdo; Tal asimetría no es rara entre los terópodos grandes. Una fila de agujeros está presente debajo y en el lado externo de la fila de dientes. Estas aberturas son relativamente grandes debajo de los primeros cuatro dientes; más atrás, se vuelven más pequeños y su fila se curva hacia abajo. Desde el noveno diente en adelante, los agujeros se funden en un surco. Una segunda fila de aberturas corre paralela al borde inferior de la mandíbula y termina en la posición del decimotercer diente, que está excepcionalmente lejos. En el interior del dentario, el surco meckeliano a nivel del tercer diente se extiende hacia adelante en dos ranuras estrechas superpuestas. La parte posterior de la mandíbula inferior muestra una combinación única de una sutura doblada entre el angular y el surangular, y el rasgo basal del surangular que llega al borde de la mandíbula posterior. El foramen surangular posterior más bien pequeño no está colgado por una gruesa plataforma ósea, lo cual es raro entre los terópodos grandes.

Comparación de tamaño

La columna vertebral consta de nueve vértebras cervicales, catorce dorsales y cinco sacras. Se desconoce el número de vértebras de la cola. Las vértebras cervicales del cuello están fuertemente neumatizadas. Poseen pleurocoelos a sus lados y sus interiores están ahuecados por grandes cámaras de aire. Las espinas neurales de las vértebras cervicales son estrechas en vista lateral y disminuyen en ancho hacia la parte posterior. Las de las vértebras octava y novena eran en forma de bastón. Al menos las tres primeras vértebras dorsales de la espalda también tienen pleurocoelos. Las dorsales están conectadas por robustos complejos hiposfeno/hypantro. A partir de la sexta vértebra en adelante, las espinas neurales se ensanchan abruptamente. Las espinas neurales de las vértebras sacras no se fusionan en una placa supraneural. La base de la cola está ligeramente orientada hacia abajo. Las vértebras caudales de la base de la cola también muestran complejos hiposfeno/hypantro. El espécimen tipo, IVPP 84019, tiene fracturada la décima y posiblemente la undécima vértebra dorsal. Están fusionadas juntas. Una serie de crestas paralelas en una de los dentario de la muestra pueden representar marcas de dientes.
En la pelvis, el ilion tiene un perfil superior ligeramente convexo. Su hoja frontal tiene una punta pendiente en forma de gancho. El borde de la base de la cuchilla delantera está inciso por una ranura. El ilion tiene algunos rasgos basales. El proceso al que se une el hueso púbico tiene dos facetas, una dirigida hacia abajo y la otra oblicuamente apuntando hacia el frente, en lugar de una sola faceta. También es basal el hecho de que la articulación de la cadera está suspendida por una extensión en forma de capucha del antitrocánter, la parte delantera de esta capucha llega más abajo y hacia el lado exterior. No hay una plataforma del músculo brevis clara. Los huesos púbicos y los isquiones se parecen entre sí al tener un "pie" y estar conectados por pares a través de faldas óseas, perforadas por un agujero.

## Descubrimiento e investigación

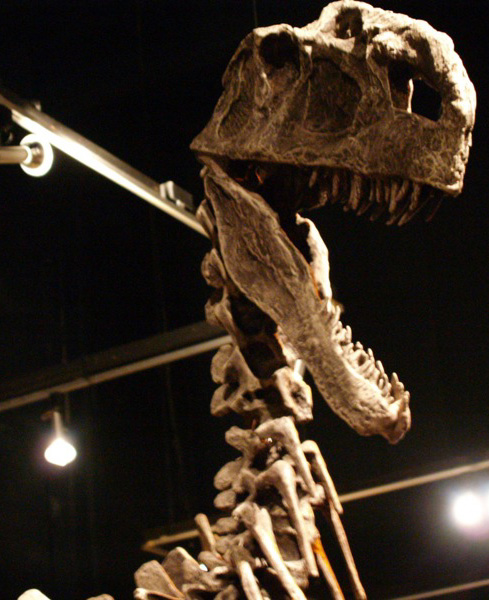
Cráneo de Monolophosaurus

Dong Zhiming descubrió un esqueleto casi completo de un terópodo nuevo para la ciencia en 1981 en lo que ahora es Xinjiang, China, durante la exploración estratigráfica en beneficio de la industria petrolera. El fósil fue desenterrado recién en 1984. En 1987, antes de la descripción en la literatura científica, se lo conocía en la prensa como "Jiangjunmiaosaurus", un nomen nudum inválido. En 1992 fue nombrado por Dong Zhiming como Monolophosaurus jiangjunmiaoi y en 1993 por Wayne Grady como Monolophosaurus dongi. Estos últimos nombres también carecían de una descripción y, por lo tanto, eran inválidos también.
Entre 1993 y 1994, Zhao Xijin y Philip John Currie nombraron y describieron la especie tipo Monolophosaurus jiangi. El nombre genérico se deriva del griego μόνος, monos, "único", y λόφος o λόφη, lophos o lophè, "cresta", en referencia a la cresta única en el hocico. El nombre específico se refiere a Jiangjunmiao, una posada abandonada del desierto, cerca de la cual se encontró el fósil. Jiangjunmiao significa "el templo miao del general jiangjun" por La leyenda local dice que un general fue enterrado allí.

El holotipo restaurado de M. jiangi, en exhibición en el Museo Paleozoológico de China

El holotipo IVPP 84019 se descubrió en la cuenca del Junggar, en capas de la formación Wucaiwan que datan del Bathoniense al Calloviense. Consiste en un esqueleto bastante completo que incluye el cráneo, las mandíbulas inferiores, la columna vertebral y la pelvis. Falta la parte posterior de la cola, la cintura escapular y las extremidades. Representa a un individuo adulto o subadulto. El espécimen tipo fue restaurado con yeso para ser usado en una exhibición itinerante. Su lado izquierdo estaba recubierto de espuma, lo que ha dificultado el estudio posterior. Se hizo una reconstrucción de los elementos faltantes para crear moldes de monturas esqueléticas completas. En 2010, dos estudios de Stephen Brusatte y colegas redescribieron el holotipo, en ese momento todavía el único espécimen conocido, en detalle.
En 2006, Thomas Carr sugirió que Guanlong, otro terópodo con una cresta de línea media grande, delgada y fenestrada y de la misma formación, era de hecho un individuo subadulto de Monolophosaurus. Por lo general, Guanlong había sido considerado un tiranosauroide proceratosáurido, pero Carr había realizado un análisis en el que ambos especímenes fueron agrupados e incluidos dentro de los alosauroides. De manera más conservadora, en 2010 Gregory S. Paul rebautizado Guanlong como una especie de Monolophosaurus, bajo el nombre de Monolophosaurus wucaii , presumiendo los taxones podría ser especies hermanas. En 2010, Brusatte y colegas rechazó la identidad, señalando que el holotipo de Guanlong era en realidad un individuo completamente adulto.

## Clasificación

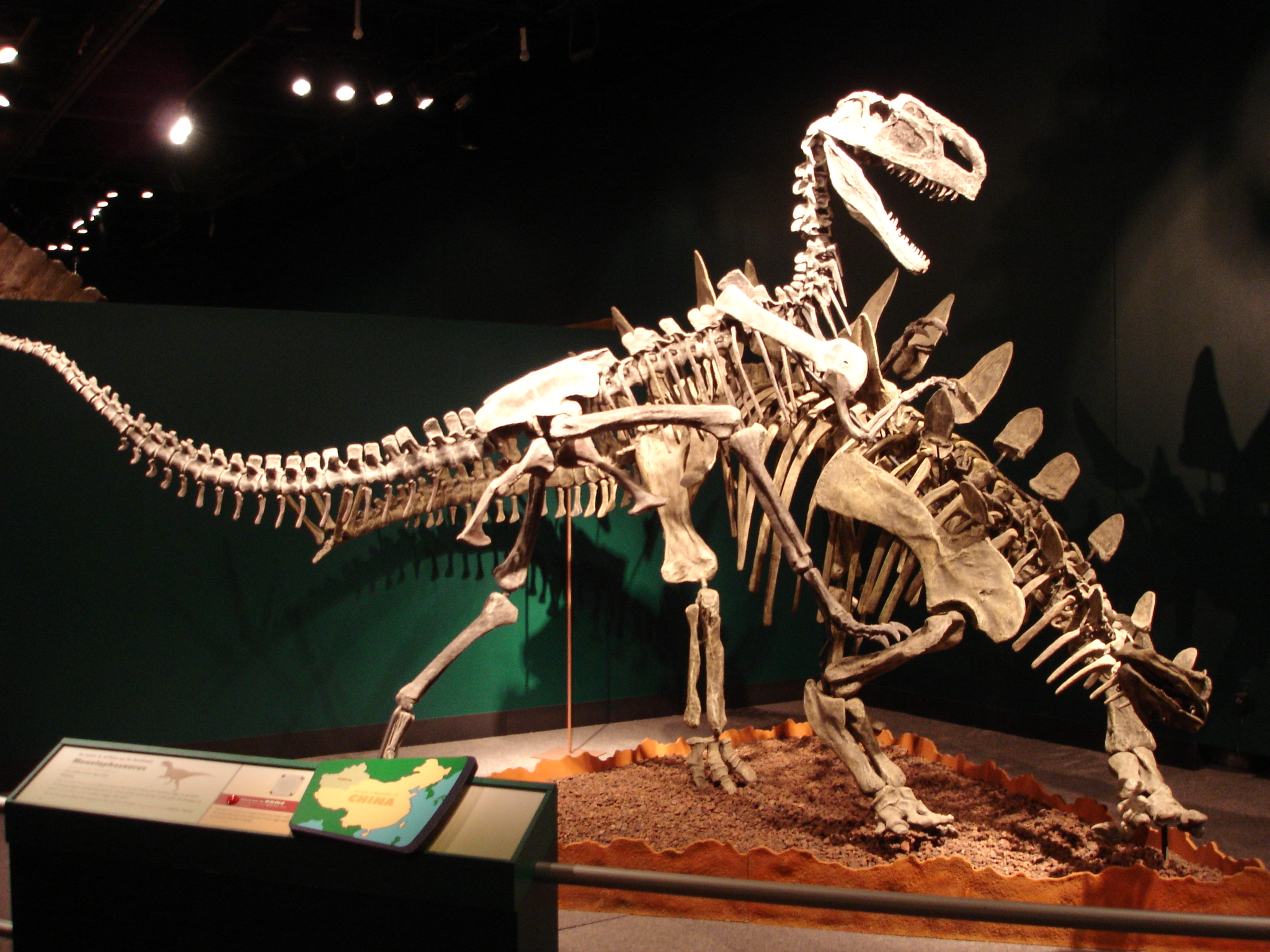
Representación de un ataque de un Monolophosaurus a un Tuojiangosaurus, en el Museo Field de Chicago.

A Monolophosaurus se lo clasificó originalmente como un "megalosaurio" y desde entonces, a menudo se le ha sugerido que es un alosauroide. Smith et al. en 2007 fue la primera publicación en encontrar que Monolophosaurus era un tatanuro no Neotetanurae, al señalar que muchos caracteres que anteriormente se consideraban exclusivos de Allosauroidea tenían una distribución más amplia. Además, Zhao et al en 2010 notaron varias características primitivas del esqueleto, lo que sugiere que Monolophosaurus podría ser uno de los dinosaurios tetanuranos más basales. Benson en 2008 y 2010 colocó a Monolophosaurus en un clado con Chuandongocoelurus que es más basal que Megalosauridae y Spinosauridae en Megalosauroidea. Más tarde, Benson et al en 2010 encontraron que el clado Chuandongocoelurus y Monolophosaurus estaba fuera de Megalosauroidea y Neotetanurae, cerca de la base de Tetanurae.  Una filogenia de 2012 descubrió que Monolophosaurus y Chuandongocoelurus, aunque no eran taxones hermanos, formaban un grupo fuera de grupos más derivados en la base de Tetanurae.

### Filogenia
El siguiente cladograma se basa en el análisis filogenético realizado por Carrano en 2012, que muestra las relaciones de Monolophosaurus.
|  | Dilophosaurus                                                                  |
|  |                                                                                |

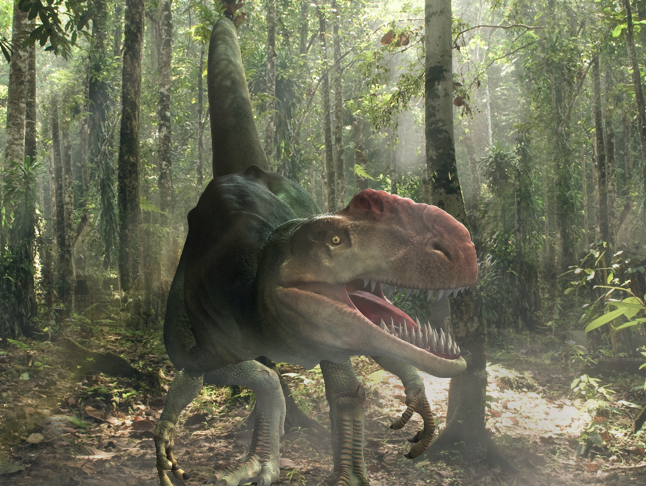
Restauración digital

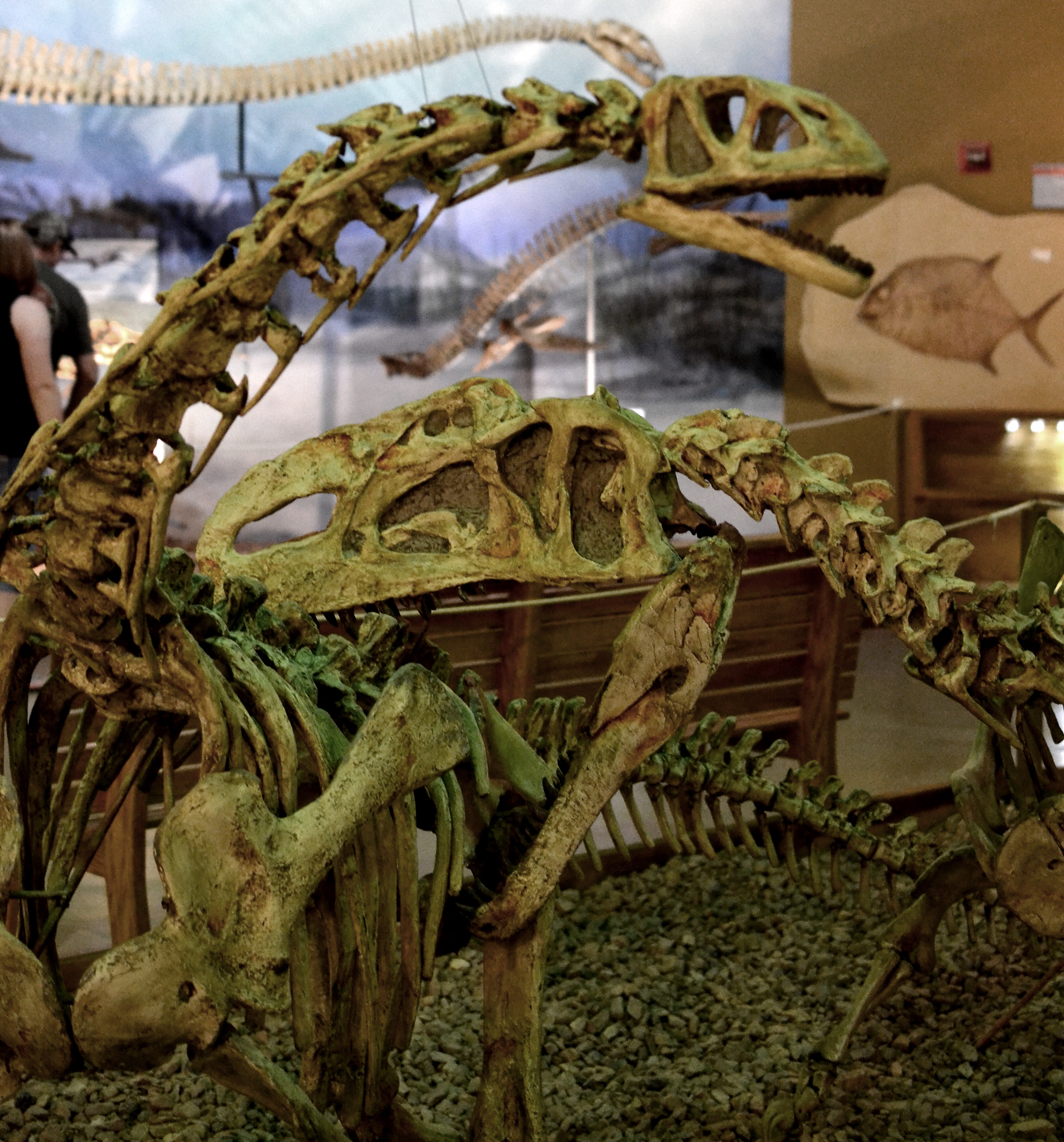
Esqueleto montado de un Monolophosaurus atacando un Bellusaurus, Wyoming Dinosaur Center. Los dos taxones son de la misma formación.

|  | \| \| Coelophysis bauri \| \| \| \| \| \| Coelophysis rhodesiensis \| \| \| \| |
|  |                                                                                |
|  | Coelophysis bauri                                                              |
|  |                                                                                |
|  | Coelophysis rhodesiensis                                                       |
|  |                                                                                |

|  | Coelophysis bauri        |
|  |                          |
|  | Coelophysis rhodesiensis |
|  |                          |

|  | Ceratosaurus                                                    |
|  |                                                                 |
|  | \| \| Majungasaurus \| \| \| \| \| \| Masiakasaurus \| \| \| \| |
|  |                                                                 |
|  | Majungasaurus                                                   |
|  |                                                                 |
|  | Masiakasaurus                                                   |
|  |                                                                 |

|  | Majungasaurus |
|  |               |
|  | Masiakasaurus |
|  |               |

|  | Ceratosaurus                                                    |
|  |                                                                 |
|  | \| \| Majungasaurus \| \| \| \| \| \| Masiakasaurus \| \| \| \| |
|  |                                                                 |
|  | Majungasaurus                                                   |
|  |                                                                 |
|  | Masiakasaurus                                                   |
|  |                                                                 |

|  | Majungasaurus |
|  |               |
|  | Masiakasaurus |
|  |               |

|           | Monolophosaurus                                                  |
|           |                                                                  |
| Orionides | \| \| Megalosauroidea \| \| \| \| \| \| Avetheropoda \| \| \| \| |
|           | \| \| Megalosauroidea \| \| \| \| \| \| Avetheropoda \| \| \| \| |
|           | Megalosauroidea                                                  |
|           |                                                                  |
|           | Avetheropoda                                                     |
|           |                                                                  |

|  | Megalosauroidea |
|  |                 |
|  | Avetheropoda    |
|  |                 |

|           | Monolophosaurus                                                  |
|           |                                                                  |
| Orionides | \| \| Megalosauroidea \| \| \| \| \| \| Avetheropoda \| \| \| \| |
|           | \| \| Megalosauroidea \| \| \| \| \| \| Avetheropoda \| \| \| \| |
|           | Megalosauroidea                                                  |
|           |                                                                  |
|           | Avetheropoda                                                     |
|           |                                                                  |

|  | Megalosauroidea |
|  |                 |
|  | Avetheropoda    |
|  |                 |

|           | Monolophosaurus                                                  |
|           |                                                                  |
| Orionides | \| \| Megalosauroidea \| \| \| \| \| \| Avetheropoda \| \| \| \| |
|           | \| \| Megalosauroidea \| \| \| \| \| \| Avetheropoda \| \| \| \| |
|           | Megalosauroidea                                                  |
|           |                                                                  |
|           | Avetheropoda                                                     |
|           |                                                                  |

|  | Megalosauroidea |
|  |                 |
|  | Avetheropoda    |
|  |                 |

|           | Monolophosaurus                                                  |
|           |                                                                  |
| Orionides | \| \| Megalosauroidea \| \| \| \| \| \| Avetheropoda \| \| \| \| |
|           | \| \| Megalosauroidea \| \| \| \| \| \| Avetheropoda \| \| \| \| |
|           | Megalosauroidea                                                  |
|           |                                                                  |
|           | Avetheropoda                                                     |
|           |                                                                  |

|  | Megalosauroidea |
|  |                 |
|  | Avetheropoda    |
|  |                 |

|  | Ceratosaurus                                                    |
|  |                                                                 |
|  | \| \| Majungasaurus \| \| \| \| \| \| Masiakasaurus \| \| \| \| |
|  |                                                                 |
|  | Majungasaurus                                                   |
|  |                                                                 |
|  | Masiakasaurus                                                   |
|  |                                                                 |

|  | Majungasaurus |
|  |               |
|  | Masiakasaurus |
|  |               |

|  | Ceratosaurus                                                    |
|  |                                                                 |
|  | \| \| Majungasaurus \| \| \| \| \| \| Masiakasaurus \| \| \| \| |
|  |                                                                 |
|  | Majungasaurus                                                   |
|  |                                                                 |
|  | Masiakasaurus                                                   |
|  |                                                                 |

|  | Majungasaurus |
|  |               |
|  | Masiakasaurus |
|  |               |

|           | Monolophosaurus                                                  |
|           |                                                                  |
| Orionides | \| \| Megalosauroidea \| \| \| \| \| \| Avetheropoda \| \| \| \| |
|           | \| \| Megalosauroidea \| \| \| \| \| \| Avetheropoda \| \| \| \| |
|           | Megalosauroidea                                                  |
|           |                                                                  |
|           | Avetheropoda                                                     |
|           |                                                                  |

|  | Megalosauroidea |
|  |                 |
|  | Avetheropoda    |
|  |                 |

|           | Monolophosaurus                                                  |
|           |                                                                  |
| Orionides | \| \| Megalosauroidea \| \| \| \| \| \| Avetheropoda \| \| \| \| |
|           | \| \| Megalosauroidea \| \| \| \| \| \| Avetheropoda \| \| \| \| |
|           | Megalosauroidea                                                  |
|           |                                                                  |
|           | Avetheropoda                                                     |
|           |                                                                  |

|  | Megalosauroidea |
|  |                 |
|  | Avetheropoda    |
|  |                 |

|           | Monolophosaurus                                                  |
|           |                                                                  |
| Orionides | \| \| Megalosauroidea \| \| \| \| \| \| Avetheropoda \| \| \| \| |
|           | \| \| Megalosauroidea \| \| \| \| \| \| Avetheropoda \| \| \| \| |
|           | Megalosauroidea                                                  |
|           |                                                                  |
|           | Avetheropoda                                                     |
|           |                                                                  |

|  | Megalosauroidea |
|  |                 |
|  | Avetheropoda    |
|  |                 |

|           | Monolophosaurus                                                  |
|           |                                                                  |
| Orionides | \| \| Megalosauroidea \| \| \| \| \| \| Avetheropoda \| \| \| \| |
|           | \| \| Megalosauroidea \| \| \| \| \| \| Avetheropoda \| \| \| \| |
|           | Megalosauroidea                                                  |
|           |                                                                  |
|           | Avetheropoda                                                     |
|           |                                                                  |

|  | Megalosauroidea |
|  |                 |
|  | Avetheropoda    |
|  |                 |

|  | Dilophosaurus                                                                  |
|  |                                                                                |
|  | \| \| Coelophysis bauri \| \| \| \| \| \| Coelophysis rhodesiensis \| \| \| \| |
|  |                                                                                |
|  | Coelophysis bauri                                                              |
|  |                                                                                |
|  | Coelophysis rhodesiensis                                                       |
|  |                                                                                |

|  | Coelophysis bauri        |
|  |                          |
|  | Coelophysis rhodesiensis |
|  |                          |

|  | Ceratosaurus                                                    |
|  |                                                                 |
|  | \| \| Majungasaurus \| \| \| \| \| \| Masiakasaurus \| \| \| \| |
|  |                                                                 |
|  | Majungasaurus                                                   |
|  |                                                                 |
|  | Masiakasaurus                                                   |
|  |                                                                 |

|  | Majungasaurus |
|  |               |
|  | Masiakasaurus |
|  |               |

|  | Ceratosaurus                                                    |
|  |                                                                 |
|  | \| \| Majungasaurus \| \| \| \| \| \| Masiakasaurus \| \| \| \| |
|  |                                                                 |
|  | Majungasaurus                                                   |
|  |                                                                 |
|  | Masiakasaurus                                                   |
|  |                                                                 |

|  | Majungasaurus |
|  |               |
|  | Masiakasaurus |
|  |               |

|           | Monolophosaurus                                                  |
|           |                                                                  |
| Orionides | \| \| Megalosauroidea \| \| \| \| \| \| Avetheropoda \| \| \| \| |
|           | \| \| Megalosauroidea \| \| \| \| \| \| Avetheropoda \| \| \| \| |
|           | Megalosauroidea                                                  |
|           |                                                                  |
|           | Avetheropoda                                                     |
|           |                                                                  |

|  | Megalosauroidea |
|  |                 |
|  | Avetheropoda    |
|  |                 |

|           | Monolophosaurus                                                  |
|           |                                                                  |
| Orionides | \| \| Megalosauroidea \| \| \| \| \| \| Avetheropoda \| \| \| \| |
|           | \| \| Megalosauroidea \| \| \| \| \| \| Avetheropoda \| \| \| \| |
|           | Megalosauroidea                                                  |
|           |                                                                  |
|           | Avetheropoda                                                     |
|           |                                                                  |

|  | Megalosauroidea |
|  |                 |
|  | Avetheropoda    |
|  |                 |

|           | Monolophosaurus                                                  |
|           |                                                                  |
| Orionides | \| \| Megalosauroidea \| \| \| \| \| \| Avetheropoda \| \| \| \| |
|           | \| \| Megalosauroidea \| \| \| \| \| \| Avetheropoda \| \| \| \| |
|           | Megalosauroidea                                                  |
|           |                                                                  |
|           | Avetheropoda                                                     |
|           |                                                                  |

|  | Megalosauroidea |
|  |                 |
|  | Avetheropoda    |
|  |                 |

|           | Monolophosaurus                                                  |
|           |                                                                  |
| Orionides | \| \| Megalosauroidea \| \| \| \| \| \| Avetheropoda \| \| \| \| |
|           | \| \| Megalosauroidea \| \| \| \| \| \| Avetheropoda \| \| \| \| |
|           | Megalosauroidea                                                  |
|           |                                                                  |
|           | Avetheropoda                                                     |
|           |                                                                  |

|  | Megalosauroidea |
|  |                 |
|  | Avetheropoda    |
|  |                 |

|  | Ceratosaurus                                                    |
|  |                                                                 |
|  | \| \| Majungasaurus \| \| \| \| \| \| Masiakasaurus \| \| \| \| |
|  |                                                                 |
|  | Majungasaurus                                                   |
|  |                                                                 |
|  | Masiakasaurus                                                   |
|  |                                                                 |

|  | Majungasaurus |
|  |               |
|  | Masiakasaurus |
|  |               |

|  | Ceratosaurus                                                    |
|  |                                                                 |
|  | \| \| Majungasaurus \| \| \| \| \| \| Masiakasaurus \| \| \| \| |
|  |                                                                 |
|  | Majungasaurus                                                   |
|  |                                                                 |
|  | Masiakasaurus                                                   |
|  |                                                                 |

|  | Majungasaurus |
|  |               |
|  | Masiakasaurus |
|  |               |

|           | Monolophosaurus                                                  |
|           |                                                                  |
| Orionides | \| \| Megalosauroidea \| \| \| \| \| \| Avetheropoda \| \| \| \| |
|           | \| \| Megalosauroidea \| \| \| \| \| \| Avetheropoda \| \| \| \| |
|           | Megalosauroidea                                                  |
|           |                                                                  |
|           | Avetheropoda                                                     |
|           |                                                                  |

|  | Megalosauroidea |
|  |                 |
|  | Avetheropoda    |
|  |                 |

|           | Monolophosaurus                                                  |
|           |                                                                  |
| Orionides | \| \| Megalosauroidea \| \| \| \| \| \| Avetheropoda \| \| \| \| |
|           | \| \| Megalosauroidea \| \| \| \| \| \| Avetheropoda \| \| \| \| |
|           | Megalosauroidea                                                  |
|           |                                                                  |
|           | Avetheropoda                                                     |
|           |                                                                  |

|  | Megalosauroidea |
|  |                 |
|  | Avetheropoda    |
|  |                 |

|           | Monolophosaurus                                                  |
|           |                                                                  |
| Orionides | \| \| Megalosauroidea \| \| \| \| \| \| Avetheropoda \| \| \| \| |
|           | \| \| Megalosauroidea \| \| \| \| \| \| Avetheropoda \| \| \| \| |
|           | Megalosauroidea                                                  |
|           |                                                                  |
|           | Avetheropoda                                                     |
|           |                                                                  |

|  | Megalosauroidea |
|  |                 |
|  | Avetheropoda    |
|  |                 |

|           | Monolophosaurus                                                  |
|           |                                                                  |
| Orionides | \| \| Megalosauroidea \| \| \| \| \| \| Avetheropoda \| \| \| \| |
|           | \| \| Megalosauroidea \| \| \| \| \| \| Avetheropoda \| \| \| \| |
|           | Megalosauroidea                                                  |
|           |                                                                  |
|           | Avetheropoda                                                     |
|           |                                                                  |

|  | Megalosauroidea |
|  |                 |
|  | Avetheropoda    |
|  |                 |